# Anayal Número Uno
Anayal Número Uno är en ort i Mexiko.   Den ligger i kommunen Zozocolco de Hidalgo och delstaten Veracruz, i den sydöstra delen av landet, 180 km öster om huvudstaden Mexico City. Anayal Número Uno ligger 411 meter över havet och antalet invånare är 518.
Terrängen runt Anayal Número Uno är kuperad åt sydväst, men åt nordost är den platt. Runt Anayal Número Uno är det ganska tätbefolkat, med 207 invånare per kvadratkilometer. Närmaste större samhälle är Olintla, 14,4 km väster om Anayal Número Uno. I omgivningarna runt Anayal Número Uno växer i huvudsak städsegrön lövskog.